# 安得生

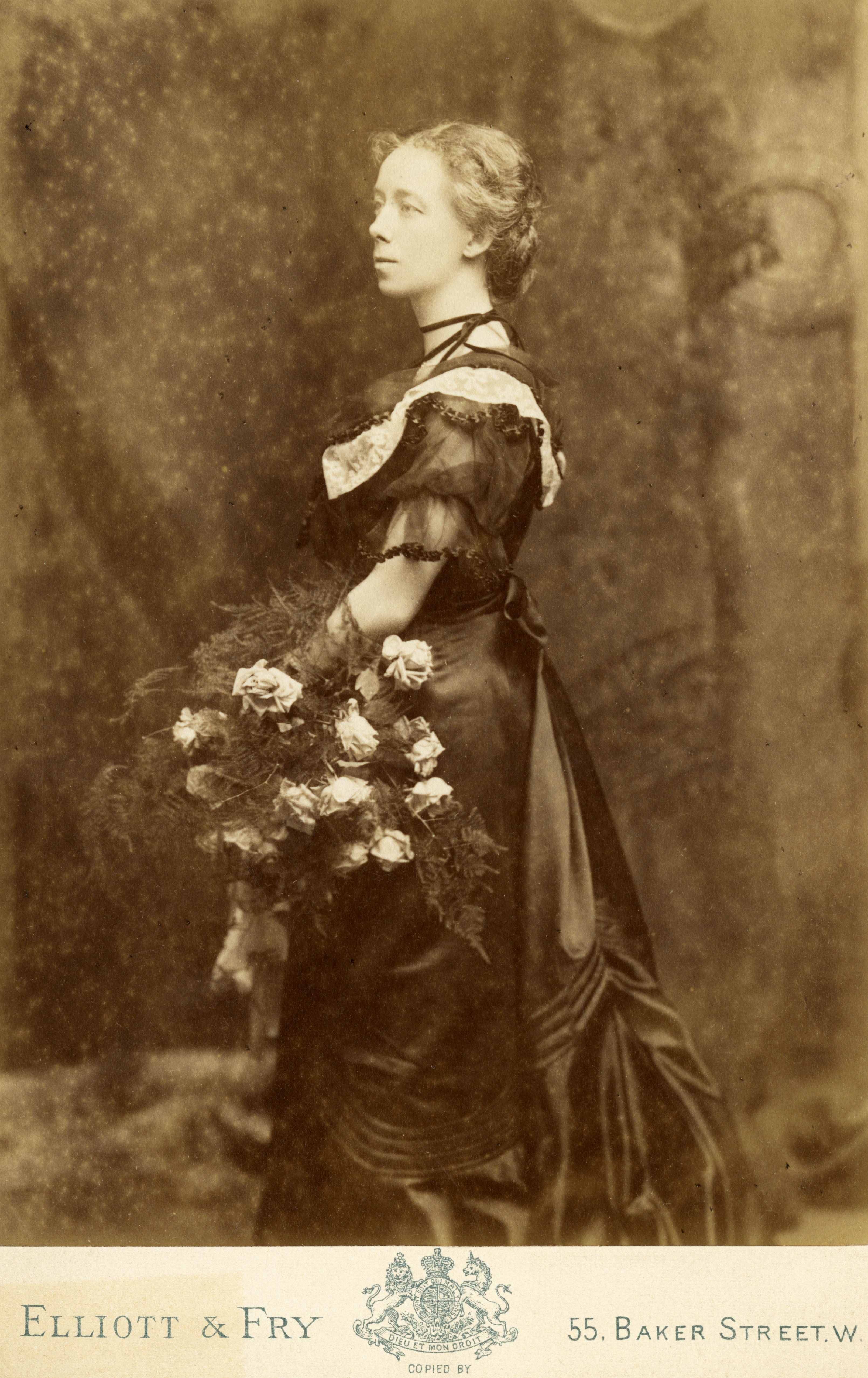
安得生

安得生女爵士，DBE（1863年4月8日—1936年8月28日），英国劳工活动家。

## 生平
安得生出生于澳大利亚墨尔本的一个苏格兰家庭，在伦敦长大。曾就于伦敦女王学院与剑桥大学格顿学院，1887年通过道德科学荣誉学位考试（Moral Sciences Tripos）。
后来她成为妇女合作公会（Women's Co-operative Guild）讲师，1892年加入皇家劳工委员会（Royal Commission on Labour）。1894年她成为英国内政部第一批女工 督察员之一。1897年她被任命为首席女性工厂督察（His Majesty's Principal Lady Inspector of Factories），处理关于女工健康、安全、工作条件等方面的事宜。1918年被授予CBE勋衔，退休后又于1921年被授予DBE勋衔。
自内政部退休后她曾三次前往中国。1923年至1924年间她授上海公共租界工部局邀请，作为工部局委派的委员调查童工情况。1925年她作为英国外交部庚款顾问委员会委员再度至中国。1931年又作为国际劳工组织委派的委员到南京调查中国工厂状况。1932年至1936年间她还是英国的中国大学委员会（Universities China Committee）委员。
另外，她还曾去过埃及、南非、澳大利亚、新西兰等国。1936年去世。